# Clark Peak
Il Picco Clark (in lingua inglese: Clark Peak) è un picco roccioso antartico, alto 645 m, situato nei Monti Alessandra nella parte settentrionale della Penisola Edoardo VII, su una falesia del fianco occidentale del Ghiacciaio Larson, in Antartide.
Il picco è stato mappato dall' United States Geological Survey (USGS) sulla base di rilevazioni e foto aeree scattate dalla U.S. Navy nel periodo 1964-67.
La denominazione è stata assegnata dall' Advisory Committee on Antarctic Names (US-ACAN) in onore di Leroy Clark, che faceva parte della seconda spedizione antartica dell'esploratore polare americano Richard Evelyn Byrd (1933-35).